# Калгалакша
Калгала́кша (карел. Kalgalahti) — старинное поморское село в составе Куземского сельского поселения Кемского района Республики Карелия, комплексный памятник истории.

## Общие сведения
Находится в устье реки Калга на Карельском берегу Белого моря.

## Население
| 2002 | 2009 | 2010 | 2013 |
| ---- | ---- | ---- | ---- |
| 99   | ↘52  | ↘51  | ↘45  |

## История и экономика
При советской власти был организован и до 2011 года работал рыболовецкий колхоз «имени Двенадцатой годовщины октября». Местное население занимается заготовкой рыбы (сиг, камбала, треска, щука), ягод (черники, брусники, голубики, морошки, клюквы) и грибов. Через село пролегают туристические маршруты.

## Известные уроженцы
Ефремов, Александр Иванович (1916—1945) — полный кавалер ордена Славы.

## Улицы
- улица Ефимова
- улица Ефремова
- Морская улица
- Советская улица